# Püssi
Püssi (anciennement Neu-Isenhof) est une ville de la région du Virumaa oriental en Estonie. 
Püssi formait la Commune urbaine de Püssi.
En octobre 2013, la commune de Maidla et la commune urbaine de Püssi sont absorbées par la commune de Lüganuse et perdent leur autonomie.

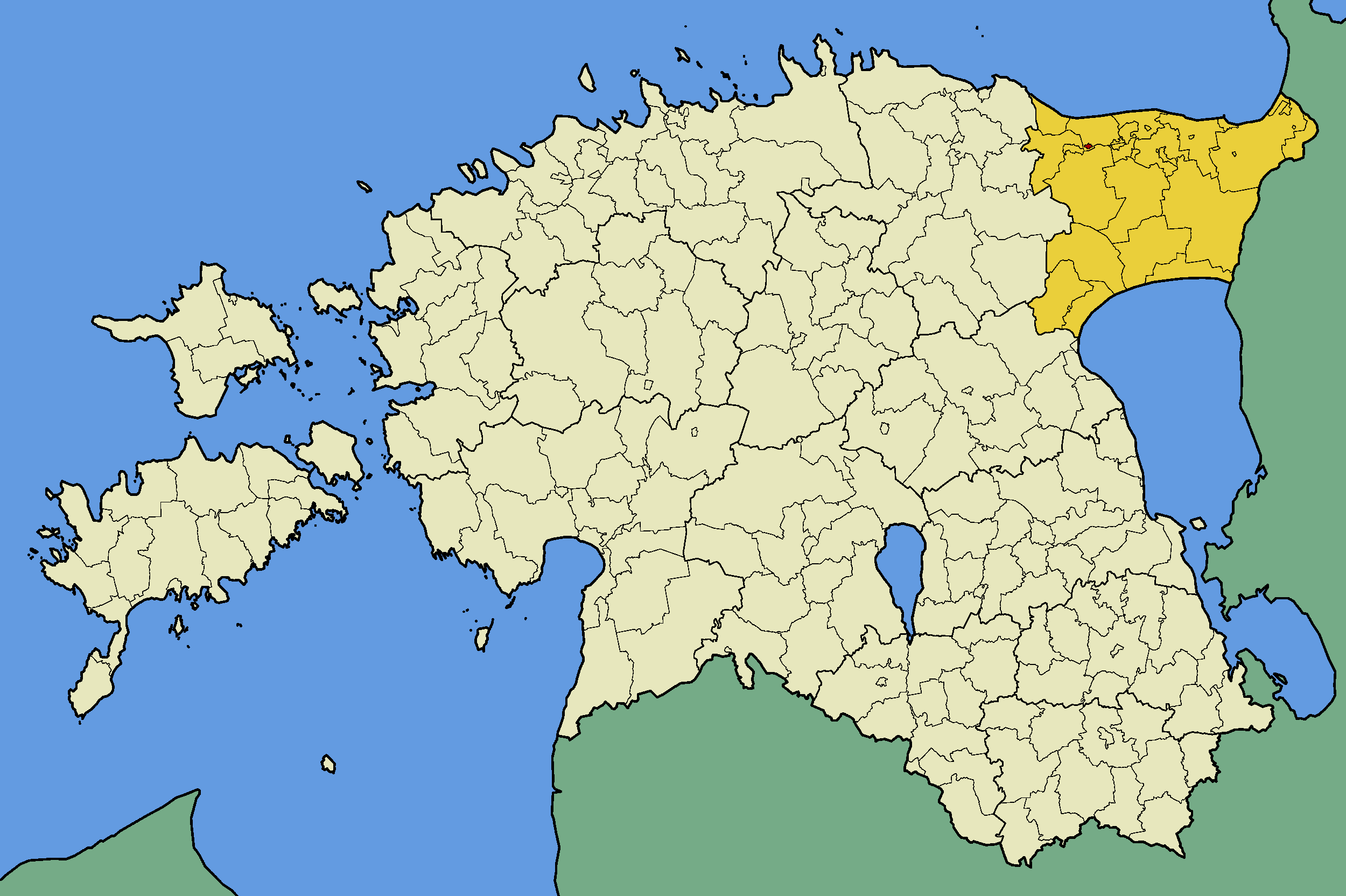
Commune de Püssi (rouge)
dans le Virumaa oriental (jaune).

## Population
Au recensement de 2006, sa population s'élevait à 1847 habitants et en 2012 à 1782 habitants

## Géographie
La municipalité de Püssi est située à 142 kilomètres de Tallinn et à 68 kilomètres de Narva. Sa superficie est de 2,1 km2.

## Histoire
Lors de travaux de construction dans la deuxième moitié du XIXe siècle, des artéfacts et divers objets d'art de l'âge du fer furent trouvés à Püssi.
L'endroit fut mentionnée, pour la première fois, en 1472 sous le nom de "Püssz", ce village étant situé dans une région marécageuse près de la rivière de Purtse.
En 1869, le village de Neu-Isenhof (son nom officiel à l'époque) est desservi par le réseau ferré grâce à la voie de chemin de fer reliant Saint-Pétersbourg à Port Baltiski (aujourd'hui Paldiski). La gare est totalement détruite en 1944. Le village est électrifié dans les années 1930. Püssi reçoit son statut de ville en 1993.

## Personnalités
- Carl Timoleon von Neff (1804-1877), peintre à la cour impériale de Russie
- Nicolas von Rosenbach, gouverneur du Turkestan russe, né en 1836 à Püssi (alors appelé Neu-Isenhof)